# The Corrs
A The Corrs egy népszerű ír együttes. Tagok: Andrea Corr, Caroline Corr, Jim Corr és Sharon Corr. Zenei stílusuk változatos: főleg kelta fúziós zenét játszanak (Celtic fusion), de jelen vannak a pop-rock műfajban is. Itt is a kelta és ír témák jellemzők dalaikra. 1990-ben alakultak meg Dundalk-ban, ekkor még más felállásban. 
A zenekart a Corr testvérek alapították, akiknek már a szüleik is zenéltek kis kocsmákban. Jim és Sharon már akkor elkezdtek zenélni, amikor Andrea és Caroline még iskolába járt. Később összeálltak egy „családi” együttessé, így alakult meg a Corrs.
Technikailag csak 1991-ben alakultak meg. Először 1990-től 2006-ig működtek, majd 2015-től napjainkig.
Különféle jótékonysági koncerteken is részt vettek. A tagok szólóénekesként is jelentettek meg lemezeket. A világon hatalmas sikernek örvendenek. Lemezeiket a 143 Records, Lava Records, Atlantic Records és EastWest Records kiadók jelentetik meg.
A kétezres években Magyarországon is népszerű együttesnek számítottak.

## Diszkográfia

### Stúdióalbumok
- Forgiven, Not Forgotten (1995)
- Talk on Corners (1997)
- In Blue (2000)
- Borrowed Heaven (2004)
- Home (2005)
- White Light (2015)
- Jupiter Calling (2017)